# Affinità (geometria descrittiva)
L'affinità in geometria descrittiva è un tipo di corrispondenza biunivoca tra due figure piane, in cui viene preservato il parallelismo tra le rette, ossia due rette parallele rimangono tali anche nella figura trasformata.

## Tipologie
Si tiene presente che due figure corrispondenti possono essere ottenute da una sola prospettività in tal caso, l'affinità, viene classificata come affinità prospettiva, altrimenti, classificata, affinità omologica.

### Affinità prospettiva
Essa può essere eseguita, rispettivamente: nel piano, quando le figure corrispondenti appartengono allo stesso piano, e, anche, nello spazio, quando tali figure giacciono su due piani distinti.
per esempio la traslazione è un tipo di affinità prospettiva che può essere eseguita in uno stesso piano o tra due piani paralleli. altro esempio  è  il ribaltamento che può essere eseguito in modo analogo.

### Affinità omologica
Essa si ottiene come corrispondenza biunivoca tra due figure ottenute come proiezioni complanari eseguite sulla stessa figura da due centri impropri (o da due centri equidistanti dal piano di proiezione). Unendo tali centri si ha come centro di tale affinità, un punto, anch'esso, improprio che può avere direzione ortogonale all'asse dell'affinità e in tal caso l'affinità viene classificata come affinità ortogonale altrimenti, si classifica, affinità obliqua.
L'asse dell'affinità si determina come retta d'intersezione tra il piano della figura oggettiva con il piano su cui giacciono le due proiezioni. Tale asse ha proprietà di essere il luogo dei punti uniti, cioè il punti che hanno come corrispondenti sé stessi. Nel caso in cui il piano della figura oggettiva risulta parallelo al piano di proiezione, in tal caso "l'affinità traslativa".
Essendo il centro d'omologia all'infinito. Allora l'omologia dicesi un'affinità omologica od omologia affine. II rapporto delle
distanze di due punti corrispondenti dal punto ove la loro congiungente sega l'asse dell'affinita, è costante.
Nel caso in figura in alto esistono tre tipi d'affinità, rispettivamente, due sono prospettive: tra il triangolo oggettivo ABC con la sua prima proiezione ortogonale A1B1C1 e tra ABC e la sua proiezione obliqua A^B^C^; l'altra affinità è omologica che intercorre tra A1B1C1 ed A^B^C^, ovvero tra le basi complanari A1B1C1 ed A^B^C^ di due prismi aventi in comune una stessa sezione ABC.